# Marcel Riesz
Marcel Riesz (en húngaro: Riesz Marcell [ˈriːs ˈmɒrt͡sɛll]; 16 de noviembre de 1886 - 4 de septiembre de 1969) fue un matemático húngaro. Graduado por la Universidad Eötvös Loránd, es conocido por su trabajo en series divergentes, teoría del potencial y otras aplicaciones del análisis, así como en la teoría de números, ecuaciones diferenciales en derivadas parciales y álgebras de Clifford. Riesz desarrolló el período más largo de su carrera profesional en Lund (Suecia).
Marcel era el hermano menor de Frigyes Riesz, quien también fue un importante matemático y en ocasiones trabajaron juntos (véase el teorema de F. y M. Riesz).

## Trabajo matemático

### Análisis clásico
El trabajo de Riesz comenzó en sus años como alumno de Fejér. Ambos estaban radicados en Budapest, dedicados al estudio de las series trigonométricas del tipo:
{\displaystyle {\frac {a_{0}}{2}}+\sum _{n=1}^{\infty }\left\{a_{n}\cos(nx)+b_{n}\sin(nx)\right\}.\,}
Uno de sus resultados afirma que, si
{\displaystyle \sum _{n=1}^{\infty }{\frac {|a_{n}|+|b_{n}|}{n^{2}}}<\infty ,\,}
y si las medias de Fejer de la serie tienden a cero, entonces todos los coeficientes de la ecuación a n y b n son cero.
En sus publicaciones sobre la sumabilidad de series trigonométricas incluyeron una generalización del teorema de Fejér aplicado a los medios de Cesàro de orden arbitrario. Riesz ambién estudió la sumabilidad de las series de potencias y las series de Dirichlet, y fue coautor de un libro Hardy y Riesz (1915) sobre este último tema de potencias y series, escrito con GH Hardy.
En 1916, Riesz introdujo la fórmula de interpolación de Riesz con aplicación en polinomios trigonométricos. Esta ecuación le permitió exponer una nueva demostración de la desigualdad de Bernstein.
También presentó la función de Riesz denominada Riezs (x), y demostró que la hipótesis de Riemann es equivalente a:
Riesz(x) = O(xε) cuando x → ∞, para cualquier ε > 1/4.
Junto con su hermano Frigyes Riesz, demostró el conocido como teorema de F. y M. Riesz, que implica, en particular, que si μ es una medida compleja en el círculo unitario tal que
{\displaystyle \int z^{n}d\mu (z)=0,n=1,2,3\cdots ,\,}
entonces la variación |m| de μ y la medida de Lebesgue sobre el círculo son mutuamente absolutamente continuas.

### Métodos de análisis funcional
Parte del trabajo analítico de Riesz en la década de 1920 se basó en métodos de análisis funcional.
A principios de los años 1920, trabajó en el problema de momento, al que introdujo un enfoque de la teoría de operadores al publicar el teorema de extensión de Riesz. Son demostraciones previas al teorema de Hahn–Banach, con el que está estrechamente relacionado.
Posteriormente, ideó un teorema de interpolación para demostrar que la transformada de Hilbert es un operador acotado en L p (1 < p < ∞). La generalización del teorema de interpolación por parte de su alumno Olaf Thorin es conocido como el teorema de Riesz-Thorin.
Riesz también estableció lo que se conoce como el criterio de compacidad de Kolmogorov – Riesz en L p. La publicación fue independiente del trabajo de Andréi Kolmogórov: un subconjunto K ⊂ L p (R n) es precompacto si y solo si se cumplen las tres condiciones siguientes: 
(a) K está acotado;
(b) para cada ε > 0 existe R > 0 tal que
{\displaystyle \int _{|x|>R}|f(x)|^{p}dx<\epsilon ^{p}\,}
para todo f ∈ K;
(c) para cada ε > 0 existe ρ > 0 tal que
{\displaystyle \int _{\mathbb {R} ^{n}}|f(x+y)-f(x)|^{p}dx<\epsilon ^{p}\,}
para cada y ∈ Rn con | y | < ρ, y cada f ∈ K.

### Teoría del potencial, PDE y álgebras de Clifford
Después de 1930, los intereses de Riesz se desplazaron hacia la teoría del potencial y las ecuaciones en derivadas parciales. Hizo uso del concepto matemático de "potenciales generalizados" para realizar generalizaciones relacionadas con la integral de Riemann-Liouville. En sus trabajos, Riesz describió el potencial de Riesz, una generalización de la integral de Riemann-Liouville a una dimensión superior a uno.
En los años 1940 y 1950, Riesz enfocó su trabajo en las álgebras de Clifford. Sus notas de clase del año 1958, cuya versión completa no se publicó sino hasta 1993,Riesz (1993) fueron apodadas por el físico David Hestenes como "la comadrona del renacimiento" de las álgebras de Clifford.

### Pupilos
Algunos de los estudiantes de doctorado bajo supervisión de Riesz en Estocolmo incluyen a Harald Cramér y Einar Carl Hille. Como profesor en Lund, Riesz supervisó las tesis de Otto Frostman, Lars Hörmander y Olof Thorin.

## Publicaciones
- Hardy, G. H.; Riesz, M. (1915). The general theory of Dirichlet's series. Cambridge University Press.
- Riesz, Marcel (1988). Collected papers. Berlin, New York: Springer-Verlag. ISBN 978-3-540-18115-6.
- Riesz, Marcel (1993). Clifford numbers and spinors. Fundamental Theories of Physics 54. Dordrecht: Kluwer Academic Publishers Group. ISBN 978-0-7923-2299-3.